# Niphona borneana
Niphona borneana är en skalbaggsart som beskrevs av Stefan von Breuning 1973. Niphona borneana ingår i släktet Niphona och familjen långhorningar. Inga underarter finns listade i Catalogue of Life.